# Transamerica Corporation
A Transamerica Corporation é uma holding americana de várias companhias de seguros de vida e empresas de investimento que atuam principalmente nos Estados Unidos, oferecendo seguros de vida e suplementares, investimentos e serviços de aposentadoria. Os escritórios principais da empresa estão em Baltimore, em Maryland, Denver, no Colorado e Cedar Rapids, no Iowa, com escritórios afiliados localizados em todo os Estados Unidos. Em 1999, tornou-se uma subsidiária da Aegon, uma empresa europeia de serviços financeiros com sede em Haia, Países Baixos. 

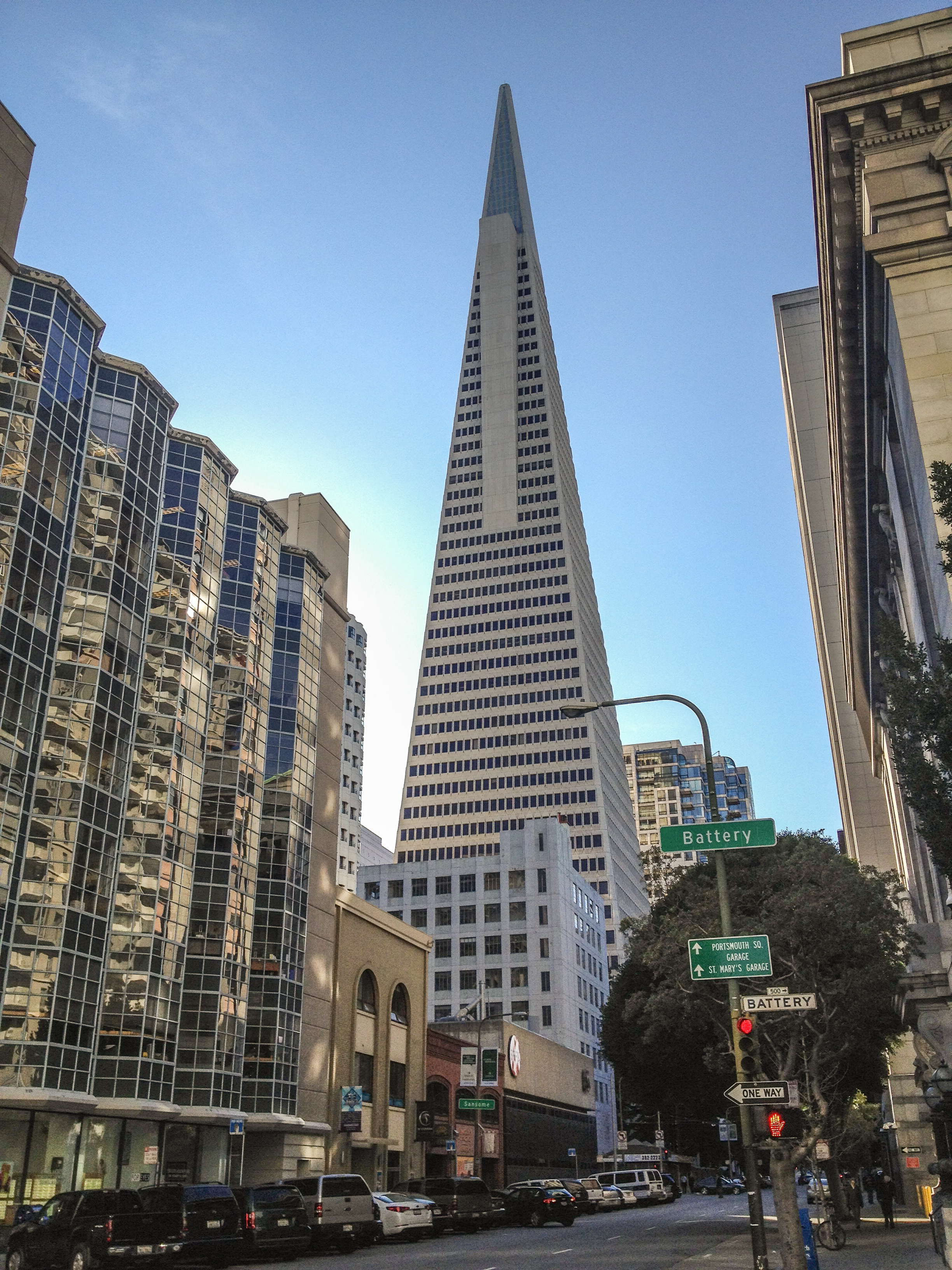
O edifício Transamerica Pyramid em São Francisco.

A Transamerica financia o Instituto Transamerica, uma fundação sem fins lucrativos que compreende o Centro Transamerica de Estudos de Aposentadoria e o Centro Transamerica de Estudos de Saúde. 

## História
Em outubro de 1904, A.P. Giannini fundou o Bank of Italy em São Francisco, que mais tarde se tornou conhecido como Bank of America. Em 1928, Giannini colocou os bancos em uma holding que nomeou de Transamerica Corporation. Em 1930, a empresa adquiriu a Occidental Life Insurance Company, fundada em 1906, e renomeada  Transamerica Occidental Life Insurance Company. Gradualmente, a empresa tornou-se um conglomerado mais diversificado que incluiu o estúdio de cinema United Artists, Transamerica Airlines e Budget Rent a Car. 
Em 1972, a construção do arranha-céu Transamerica Pyramid em San Francisco foi concluída, que serviu como sede da empresa por muitos anos. Embora a empresa atualmente conserve apenas uma pequena presença no prédio, o prédio ainda é retratado no logotipo da empresa e nos materiais de marketing. 
Na década de 1980, a Transamerica começou a alienar e se concentrou exclusivamente em serviços financeiros. Eventualmente, foi reduzido a três principais divisões de produtos: seguros, investimentos e aposentadoria. Em julho de 1999, com Frank C. Herringer como CEO, a Transamerica Corporation foi adquirida pela Aegon, uma companhia de seguros com sede nos Países Baixos. A Transamerica Occidental foi incorporada à Transamerica Life Insurance Company em 1º de outubro de 2008.